# آيغو
آيغو (بالصينية تقليدية: 愛國者) هو الاسم التجاري للشركة الصينية للإلكترونيات الاستهلاكية Beijing Huaqi Information Digital Technology Co Ltd . مكتبها الرئيسي في هايديان، بكين

## وصلات خارجية
- الموقع الرسمي